# Серне (зупинний пункт)
Серне — пасажирський зупинний пункт Ужгородської дирекції Львівської залізниці.
Розташований у селі Серне Мукачівського району Закарпатської області між станцією Баркасово та зупинним пунктом 1727 км..
Залізниця пролягає поблизу Серне з південного боку. Попри дорогу красується характерна закарпатська забудова, в якій проживає частина угорського населення.
13 липня 2023 року зупинний пункт Рівне перейменований в Серне. Назву отримав від однойменного села.